# تپه تیغی۲
تپه تیغی۲ مربوط به صدر اسلام است و در شهرستان ازنا، بخش جاپلق، دهستان جاپلق شرقی، ۱/۹ کیلومتری جنوب غربی روستای فرزیان واقع شده و این اثر در تاریخ ۲۲ آبان ۱۳۸۶ با شمارهٔ ثبت ۲۰۰۸۹ به‌عنوان یکی از آثار ملی ایران به ثبت رسیده است.